# Дусино
Ду́сино (укр. Дусино, до 1946 года— Зайгов; венг. Zajgó) — село в Свалявской городской общине Мукачевского района Закарпатской области Украины.
Население по переписи 2001 года составляло 1672 человека. Почтовый индекс — 89332. Телефонный код — 3133.